# Хильмилли
Хильмилли — село в Гобустанском районе Азербайджана.

## История
Основано в 1840 году молоканами, переселившихся из села Алты-Агач, в числе 315 душ мужского пола. По названию реки также имело второе название Козлу-чай (Козлы-Чай). В 1910 году село состояло из 570 дворов, в нём располагались два молоканских молитвенных дома и школа. По мимо молокан, значительную часть населения села составляли приверженцы секты Назареи.

## География и климат
- Расположено на берегу реки Козлучай, в предгорьях.

## Население
В 1910 году в селе проживало 3636 человек (1813 мужчин и 1823 женщины), основное население — русские-молокане.
По данным переписи 2009 года, в селе проживает 1681 человек.

## Религия
В селе действует религиозная община «Молоканская духовно-христианская».

## Уроженцы
- Фролов, Михаил Фёдорович — Герой Советского Союза.
- Иван Васильевич Илясов — Герой Советского Союза.